# Christiane Yao
Christiane Yao (ur. 1978) – iworyjska lekkoatletka specjalizująca się w biegach płotkarskich.
W 2002 wystąpiła na mistrzostwach Afryki w lekkoatletyce w Tunisie. W finale biegu przez płotki na 100 metrów zajęła 7. miejsce, natomiast finał na 400 metrów przez płotki ukończyła na 6. pozycji. Pobiegła także w sztafecie 4x100 m i razem z Makaridja Sanganoko, Matagari Diazasouba i Amandine Allou Affoue zdobyła srebrny medal.